# Dioscorea sanchez-colini
Dioscorea sanchez-colini är en enhjärtbladig växtart som beskrevs av Eizi Matuda. Dioscorea sanchez-colini ingår i släktet Dioscorea och familjen Dioscoreaceae. Inga underarter finns listade i Catalogue of Life.